# 쓰키카와 쇼
쓰키카와 쇼(일본어: 月川 翔, 1982년 8월 5일 ~ )는 일본의 영화 감독이다.
도쿄 출신으로, 세이조 대학 법학부를 졸업하고, 도쿄 예술대학 대학원에서 영화영상학을 공부했다. 왕가위, 소피아 코폴라 감독이 심사위원을 맡은 LOUIS VUITTON Journeys Awards 2009에서 단편 〈타임 워커 The Time Walker〉로 심사위원 그랑프리를 수상했고, 여자로 변신한 고양이와 견습 요리사 청년의 사랑을 그린 단편 〈굿 커밍~토오루와 고양이, 가끔 고양이~〉(グッドカミング 〜トオルとネコ、たまに猫〜)로 2012년 ‘숏쇼츠 필름페스티벌 & 아시아’ 음악 단편 경쟁 부문에서 베스트 크리에이티브 어워드를 수상했다.

## 연출 작품 목록
- 세상에서 나만 (この世で俺/僕だけ, 2015년)
- 쿠로사키군의 말대로는 되지 않아 (黒崎くんの言いなりになんてならない, 2016년)
- 너와 100번째 사랑 (君と100回目の恋, 2017년)
- 너의 췌장을 먹고 싶어 (君の膵臓をたべたい, 2017년)
- 옆자리 괴물군 (となりの怪物くん, 2018년)
- 철벽선생 (センセイ君主, 2018년)
- 히비키 (響 -HIBIKI-, 2018년)
- 너는 달밤에 빛나고 (君は月夜に光り輝く, 2019년)
- 그리고, 살아간다 (そして、生きる, 2019년)